# Невидимый гость
«Невидимый гость» (исп. Contratiempo, «несчастный случай, препятствие») — испанский криминальный триллер 2016 года. Мировая премьера прошла 23 сентября 2016 года в США, а в Испании фильм был выпущен 6 января 2017 года. Режиссёром и сценаристом выступил Ориол Пауло. Музыку сочинил Фернандо Веласкес.
Фильм снимался в городе Тарраса, а также в других местах в Испании — Барселоне и регионе Бискайя.

## Сюжет
Адриан Дория — молодой бизнесмен, которого обвиняют в убийстве своей любовницы Лауры Видал. Он не признаёт свою вину и до суда содержится под домашним арестом. Его юрист Феликс нанимает для него адвоката Вирджинию Гудман, для которой его дело - последнее в карьере, и она не собирается его проигрывать. Вечером, накануне предстоящего суда, Вирджиния приходит к Адриану, чтобы продумать наилучшую стратегию для его защиты. Она сообщает, что у них на это три часа и просит Адриана рассказать всё, что случилось.
Адриан рассказывает Вирджинии, что получив анонимное сообщение от шантажиста, они с Лаурой встретились в отеле вдали от города, однако вскоре поняли, что это ловушка, и попытались бежать. Адриана кто-то ударил и он потерял сознание. Когда он приходит в себя, то обнаруживает, что Лаура мертва, а  деньги, предназначенные для шантажиста, разбросаны по полу в ванной. Когда прибывает полиция, оказывается, что дверь комнаты заперта изнутри, окна тоже заблокированы. Никто не мог бы войти в комнату и остаться незамеченным. Поэтому Адриан — единственный подозреваемый в убийстве Лауры. Но Вирджиния настаивает на том, что Адриан рассказывает ей не всю историю и чтобы помочь ему, она должна знать всю правду.
Тогда Адриан рассказывает о своей деловой поездке в Париж. В действительности же он не поехал в Париж, а был на свидании с Лаурой. На обратном пути на загородной дороге случается авария и хотя им самим чудом удаётся избежать каких-либо последствий, водитель столкнувшейся с ними машины, молодой человек по имени Даниэль Гарридо, погибает. Лаура решает, что это не их вина, так как Даниэль переписывался за рулём по телефону и не пристегнул ремень безопасности. В это время по дороге проезжает другой автомобиль, который останавливается, чтобы предложить им помощь. Лаура берёт мобильный Даниэля, который в это время звонит, чтобы водитель, вызвавшийся помочь, ничего не заподозрил; они делают вид, что столкнулись друг с другом, и помощь не нужна. Лаура уговаривает Адриана избавиться от машины и тела Даниэля, так как на карту поставлено их будущее. Адриан соглашается и уезжает на машине погибшего, а позже ночью сталкивает её в местное озеро.
Пока Адриан разбирается с машиной Даниэля, Лаура сидит в машине Адриана и не может завести её. К ней на помощь приходит проезжающий мимо местный житель, который буксирует её машину для ремонта к себе домой. Пока Лаура разговаривает с его женой, мужчина чинит машину, при этом он обращает внимание на зажигалку в салоне. Лаура представляется другим именем и говорит, что ехала одна. В доме, просматривая рамки с фотографиями, Лаура понимает, что она находится дома у родителей Даниэля. В это время они пытаются дозвониться сыну на мобильный и Лаура, у которой мобильный погибшего в кармане, спешно засовывает телефон в кресло в доме. Когда Лаура прощается и уходит, сеньор Гарридо замечает, что за рулём Лаура подправила сиденье, догадываясь, что до недавнего времени за рулём сидела не она. Вернувшись за Адрианом, Лаура всё рассказывает ему; они возвращаются в город и обещают больше никогда не встречаться.
Пытаясь отвлечься от случившегося, Адриан концентрируется на своей работе. Через несколько дней его вызывают в полицию, так как сеньор Гарридо указал номер автомобиля Лауры, который оказался автомобилем Адриана. Юрист Адриана Феликс организует ложное алиби: якобы тот в день аварии был в Париже. Через некоторое время Адриану присваивают статус «Молодого бизнесмена года». На церемонии празднования к нему подходит сеньор Гарридо, который подозревает, что Адриан что-то знает о смерти его сына. Адриан всё отрицает, но Гарридо просит прикурить и видит ту знакомую зажигалку из сломанной машины. Теперь Гарридо окончательно уверен в виновности Адриана, он бросает зажигалку в воду и смотрит на реакцию Адриана, после чего охрана выпроваживает его.
Через несколько недель Адриан узнаёт из новостей, что полиция считает, пропавшего ранее, молодого сотрудника банка Даниэля Гарридо виновным в мошенничестве со счетами клиентов, и что мужчина не просто исчез, а пустился в бега после совершения им кражи крупной суммы денег. Адриан звонит Лауре и рассказывает ей об этом; при встрече она признаётся, что взяла тогда не только телефон, но и кошелёк умершего. Используя карточку идентификации пропавшего, она взломала счёт и украла деньги, чтобы сбить полицию со следа. Лаура угрожает Адриану, что если тот пойдёт в полицию, то его репутация также будет запятнана.
Несколько дней спустя Адриан получает фото озера, где он утопил машину и аудиозапись, на которой голос приказывает ему, и Лауре приехать в отель на окраине города с суммой 100 тысяч евро. Дальше происходит так, как он уже рассказывал, кроме одного момента. На самом деле он видел лицо ударившего его. Это был сеньор Гарридо.
Вирджиния уверяет Адриана, что, в отличие от полиции, она верит в него и его рассказ правдоподобен, ибо сеньора Гарридо работает как раз в этом отеле и могла бы устроить скрытое проникновение в комнату для своего мужа. После этого адвокат заявляет, что Адриан на суде должен признаться, что избавился от тела Даниэля — это позволит сделать версию мести со стороны сеньора Гарридо правдоподобной. Женщина просит Адриана отметить на карте место на озере, куда он столкнул машину. Адриан также признаётся, что перед тем, как толкнуть машину в озеро, он понял, что Даниэль ещё жив, но это не остановило его.
Затем Вирджиния говорит Адриану, что она поняла, на самом деле он не жертва обстоятельств, а сваливая всю вину на Лауру и Гарридо, хочет спасти лишь себя. В это время звонит Феликс и заявляет, что водитель, который видел их на трассе, и мог бы выступить в суде, теперь подкуплен, и не будет делать заявления против Адриана. Поскольку всё улажено, Вирджиния выходит, говоря, что скоро вернётся. Адриан замечает, что ручка, которую она дала ему, на самом деле содержит скрытый микрофон и радиопередатчик. Через окно он видит квартиру в здании напротив, где за ним наблюдает сеньор Гарридо. Туда же входит Вирджиния, которая на самом деле оказывается сеньорой Гарридо, изменившей свою внешность с помощью парика и грима. Находившийся в квартире сеньор Гарридо записал на магнитофон все признания Адриана и теперь звонит в полицию с заявлением, что у них есть доказательства об убийстве их сына. В это время в дверь квартиры Адриана звонит настоящая Вирджиния Гудман.

## В ролях
| Актёр           | Роль                                             |
| --------------- | ------------------------------------------------ |
| Марио Касас     | Адриан Дория                                     |
| Ана Вахенер     | Эльвира Гарридо / Вирджиния Гудман (ненастоящая) |
| Барбара Ленни   | Лаура Видал                                      |
| Хосе Коронадо   | Томас Гарридо                                    |
| Францеск Орелла | Феликс                                           |
| Давид Сельвас   | Бруно                                            |
| Пако Тоус       | Водитель                                         |
| Сан Еламос      | Соня                                             |
| Иньиго Гастеси  | Даниэль Гарридо                                  |
| Манель Дуэсо    | Инспектор Милан                                  |
| Бланка Мартинес | Вирджиния Гудман (настоящая)                     |
| Рут Льопис      | Эва                                              |

## Кассовые сборы
Фильм собрал 3,9 млн USD в Испании и 172,4 млн CN¥ (~25 млн USD) в Китае. Собрав почти полмиллиона зрителей — 555 476 — фильм стал одним из самых популярных в первой половине года в Испании.

## Ремейки
Благодаря успеху фильм был переснят трижды: В 2018 в Италии под названием Невидимый свидетель (it:Il testimone invisibile), через год в Индии под названием Месть (Badla) на хинди и Кто (Evaru) на телугу"Признание" южно-корейский фильм 2022года

## Награды
- 2017 — Портлендский Международный Кинофестиваль — Best of PIFF After Dark Sidebar Oriol Paulo[9]